# Aiko Uemura
Pour les articles homonymes, voir Uemura.
Aiko Uemura (上村 愛子, Uemura Aiko), née le 9 décembre 1979, est une skieuse acrobatique japonaise spécialiste de l'épreuve de bosses.

## Carrière
Elle a participé à trois reprises aux Jeux olympiques d'hiver en 1998, 2002 et 2006. Mais à chaque fois, la Nippone a dû se contenter d'une place d'honneur sur l'épreuve de bosses en terminant successivement septième à Nagano, sixième à Salt Lake City puis cinquième à Turin. En coupe du monde, Uemura signe son premier podium dès sa deuxième apparition en mars 1996. Après avoir participé à ses premiers championnats du monde en 1997, elle est sélectionnée dans la délégation japonaise pour participer aux jeux de Nagano où elle finit septième sur l'épreuve de bosses. Elle décroche sa première médaille mondiale en 2001 à Whistler avant de participer sans succès à un second rendez-vous olympique en 2002 aux États-Unis. C'est dans ce pays à Lake Placid qu'elle obtient son premier succès en coupe du monde l'année suivante. Médaillée de bronze mondiale en 2005, sa troisième participation olympique se conclut par une cinquième place. Cinq victoires consécutives lors de la coupe du monde 2008 lui permettent de conquérir le globe de cristal de la coupe du monde de bosses. L'année suivante elle devient double championne du monde à Iwanashiro au Japon.
Elle est mariée au skieur Kentarō Minagawa.

## Palmarès

### Jeux olympiques d'hiver
| Édition/Discipline   | Bosses |
| Jeux olympiques 1998 | 7e     |
| Jeux olympiques 2002 | 6e     |
| Jeux olympiques 2006 | 5e     |
| Jeux olympiques 2010 | 4e     |
| Jeux olympiques 2014 | 4e     |

### Championnats du monde
| Édition/Discipline | Bosses | Bosses en parallèle |
| Mondiaux 1997      | 16e    | -                   |
| Mondiaux 1999      | 23e    | 4e                  |
| Mondiaux 2001      | 3e     | 4e                  |
| Mondiaux 2003      | 14e    | 17e                 |
| Mondiaux 2005      | 4e     | 3e                  |
| Mondiaux 2007      | 14e    | 19e                 |
| Mondiaux 2009      | 1er    | 1er                 |
| Mondiaux 2013      | 5e     | 20e                 |

### Coupe du monde
- Meilleur classement général final : 3e en 2008.
- 1 petit globe de cristal :
  - Vainqueur du classement bosses en 2008.
- 36 podiums en carrière dont 10 victoires.

#### Détail des victoires
- 18/01/2003 : Lake Placid (bosses)
- 26/02/2005 : Voss (bosses)
- 16/02/2008 : Iwanashiro (bosses)
- 1/03/2008 : Marienbad (bosses)
- 7/03/2008 : Åre (bosses)
- 8/03/2008 : Åre (bosses en parallèle)
- 15/03/2008 : Valmalenco (bosses)
- 24/01/2009 : Mont Gabriel (bosses)
- 20/02/2009 : Myrkdalen-Voss (bosses)
- 7/03/2010 : Iwanashiro (bosses)